# Płock

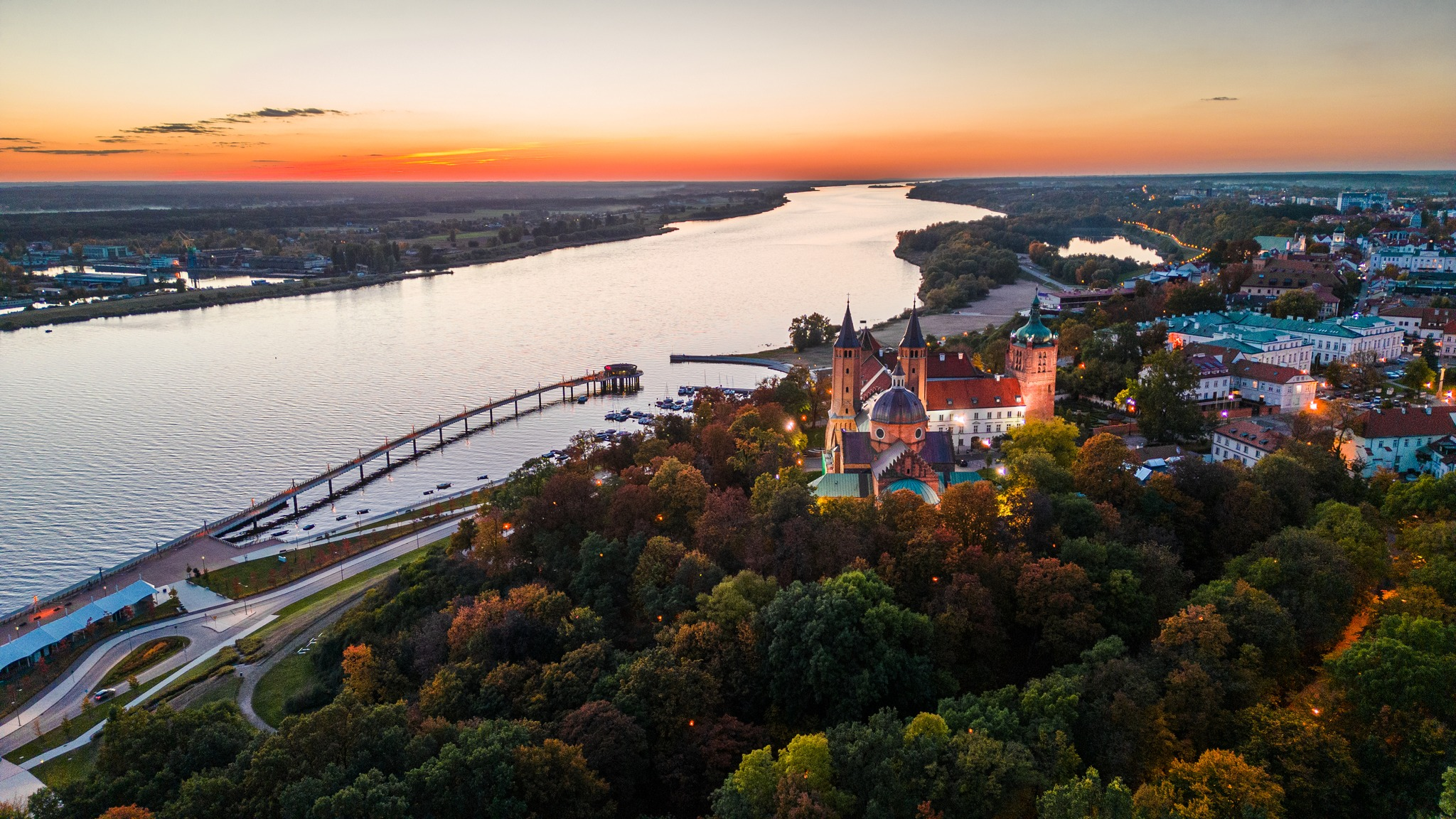
Panorama des Burgbergs an der Weichsel

Płock (['pwɔʦk]ⓘ; deutsch Plock, Plotzk oder Plozk, 1941–1945 Schröttersburg) ist eine Stadt in Polen in der Woiwodschaft Masowien etwa 100 km nordwestlich von Warschau an der Weichsel. Die Stadt war seit alters her eng mit Masowien verbunden, war dessen Hauptstadt und Bischofssitz und ist bis heute eine der wichtigsten Städte der Woiwodschaft. Płock ist die älteste Stadt Masowiens und eine der ältesten Städte Polens.

## Geschichte

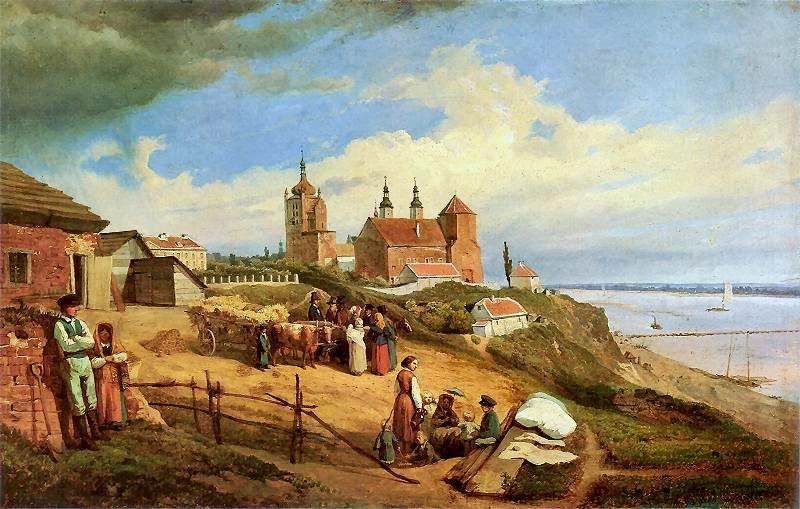
Ansicht von Płock (Bild von Wojciech Gerson, 1852)

Die ersten Erwähnungen der Stadt stammen aus dem 9. Jahrhundert. Mitte des 11. Jahrhunderts wurde die Stadtkapelle errichtet. 1075 wurde die Stadt Sitz des Bistums Płock. In den Jahren 1079 bis 1138 war Płock zudem während der Herrschaft von Władysław I. Herman und Bolesław III. Schiefmund die Hauptstadt Polens. 1144 wurde unter Bischof Alexander von Płock die Kathedrale von Płock fertiggestellt, und 1180 öffnete in dem Ort die erste Schule Polens, die bis heute fortbesteht, als Liceum Małachowianka. Etwa 1226, unter Umständen sogar früher, erlangte Płock die Stadtrechte.
Im Jahr 1237 wurde eine Urkunde ausgestellt, die das deutsche Stadtrecht (Magdeburger Recht) bestätigt. Dabei wurde die Altstadt durch einen neuen Teil zwischen Burg und Stadt erweitert, welcher zuvor im Besitz der Kirche war. 1351 wurde Płock wie ganz Masowien Lehen des polnischen Staates und die Stadtrechte wurden durch Kasimir den Großen bestätigt. Zwei Jahre später begann die Errichtung einer Stadtmauer. 1405 öffnete das Krankenhaus, das von Aleksandra (Schwester von Władysław II. Jagiełło und Frau des Płocker Fürsten Ziemowit IV.) gestiftet wurde. 1435 wurde das Stadtrecht durch Władysław III. in Kulmer Recht geändert bzw. bestätigt. 1495 wurde es Sitz einer Woiwodschaft (Woiwodschaft Płock (bis 1793)). 1526 brachen Seuchen in der Stadt aus und töteten etwa 30 Prozent der Einwohner, also etwa 1100 Menschen. 1545 wütete ein Brand in der Stadt. Im Zweiten Nordischen Krieg zerstörten die Schweden 1657 Płock inklusive des Schlosses und des Krankenhauses. 1731 kam es zu einem Erdrutsch an der Weichsel und Teile der Stadt wurden vom Fluss weggeschwemmt.
Bei der zweiten polnischen Teilung fiel Płock 1793 an Preußen.
Von 1802 bis 1804 lebte der Jurist und Dichter E.T.A. Hoffmann in der Stadt, in die er wegen des Zeichnens von Karikaturen versetzt worden war.
Ab 1807 gehörte Płock zum Herzogtum Warschau, das der Wiener Kongress 1815 als „Königreich Polen“ dem Russischen Kaiser in Personalunion übergab. 
Während des Novemberaufstands gegen die russische Vorherrschaft fand am 23. September 1831 im Rathaus der Stadt die letzte Sitzung des Sejm der Aufständischen des polnischen Königreiches statt. Am 15. Mai 1863 wurde Zygmunt Padlewski auf dem Płocker Kasernenplatz als einer der Anführer des Januaraufstandes hingerichtet. 1911 bis 1913 wurde ein Kloster errichtet. Während des Polnisch-Sowjetischen Krieges wurde die Stadt am 18. und 19. August 1920 von der Roten Armee angegriffen und konnte erfolgreich verteidigt werden. Am 10. April 1921 wurde Marschall Józef Piłsudski dafür mit der Tapferkeitsmedaille geehrt.
Im Jahr 1938 wurde der Bau einer Eisenbahnbrücke der Bahnstrecke Kutno–Brodnica über die Weichsel beendet, den Bahnhof Płock Radziwie der Strecke nach Kutno gab es bereits seit 1922, den Bahnhof Płock der Strecke nach Sierpc seit 1934. 1939 wurde die Stadt nach dem Überfall auf Polen völkerrechtswidrig Teil des Deutschen Reiches und 1941 in Schröttersburg umbenannt, nach dem früheren Oberpräsidenten von Ostpreußen und Westpreußen, Friedrich Leopold von Schrötter. Sie war Sitz des Landkreises Schröttersburg. Im März 1941 wurden die Juden des Ortes in Konzentrationslager deportiert, sie stellten bis dahin etwa ein Viertel der Einwohner. Seit dem Ende des Zweiten Weltkrieges gehört Płock wieder zu Polen.
Im Jahr 1975 wurde die Stadt durch eine Gebietsreform wieder Sitz einer Woiwodschaft, verlor diesen Status aber 1998 wieder. Am 7. und 8. Juni 1991 weilte Papst Johannes Paul II. in Płock. 1999 schlossen sich die „Petrochemia Płock S.A.“ und CPN zum polnischen Erdölkonzern ORLEN S.A. zusammen.

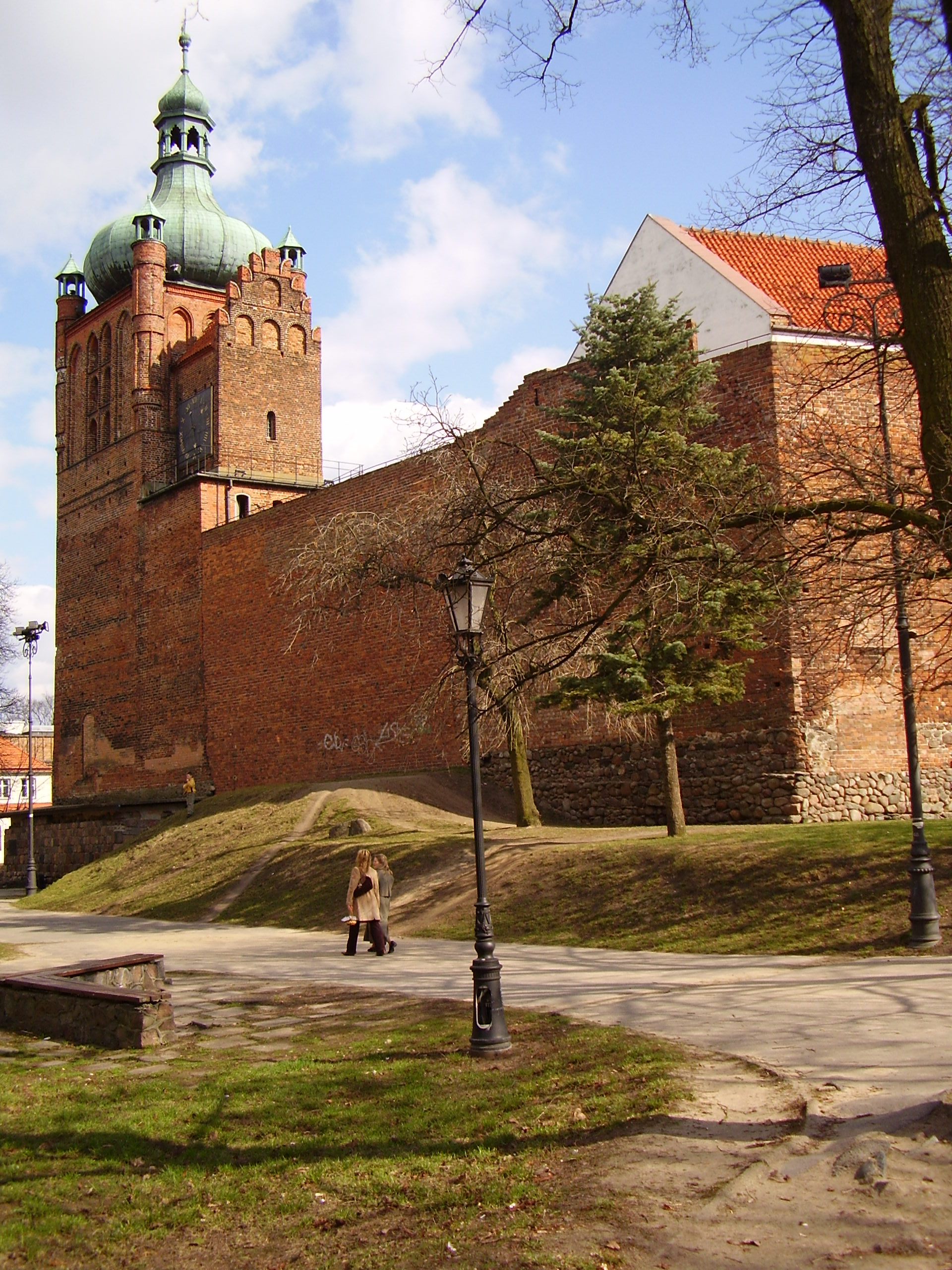
Płock – Schloss der masowischen Herzöge

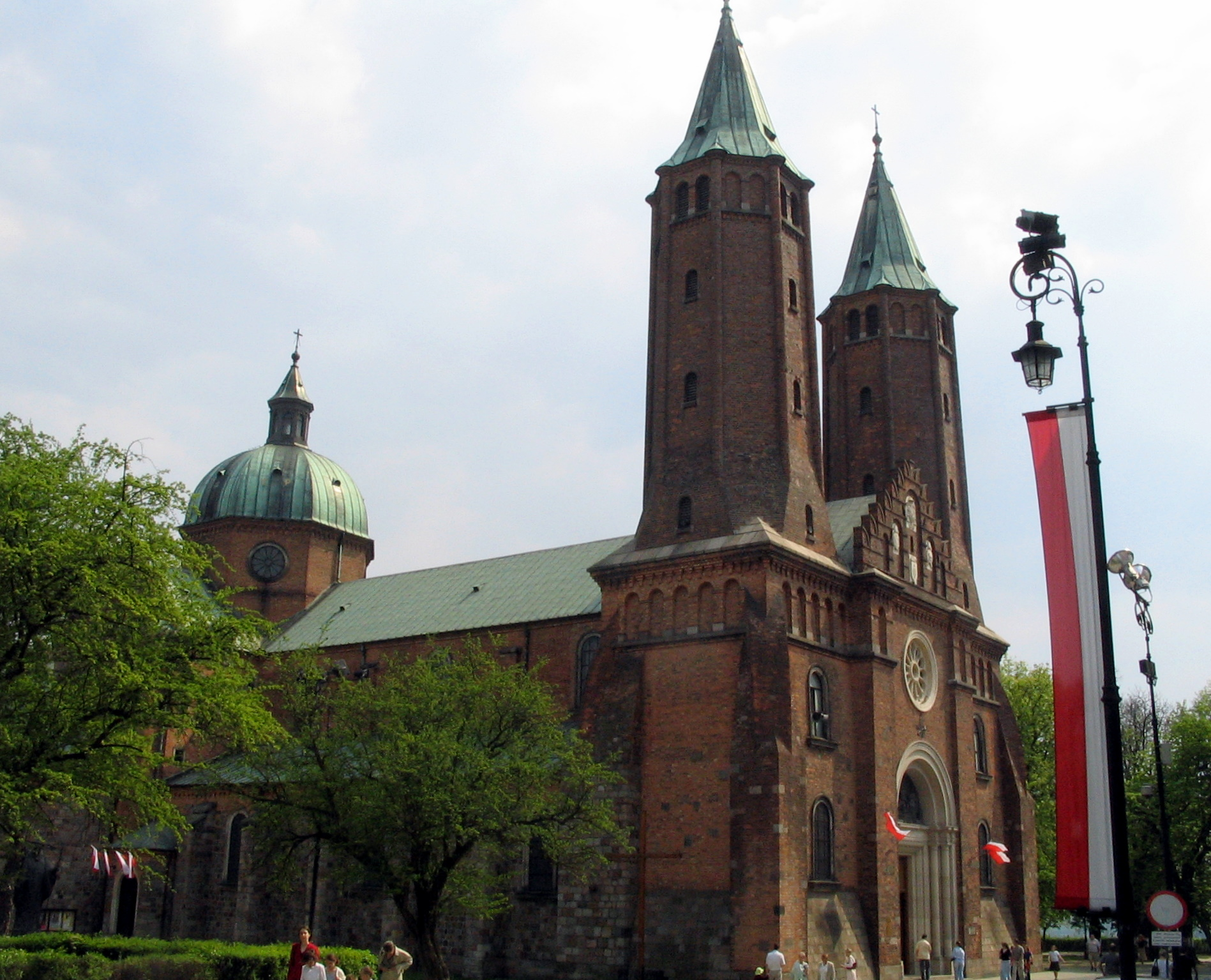
Die Kirche der Gebenedeiten Jungfrau Maria von Masowien in Płock.

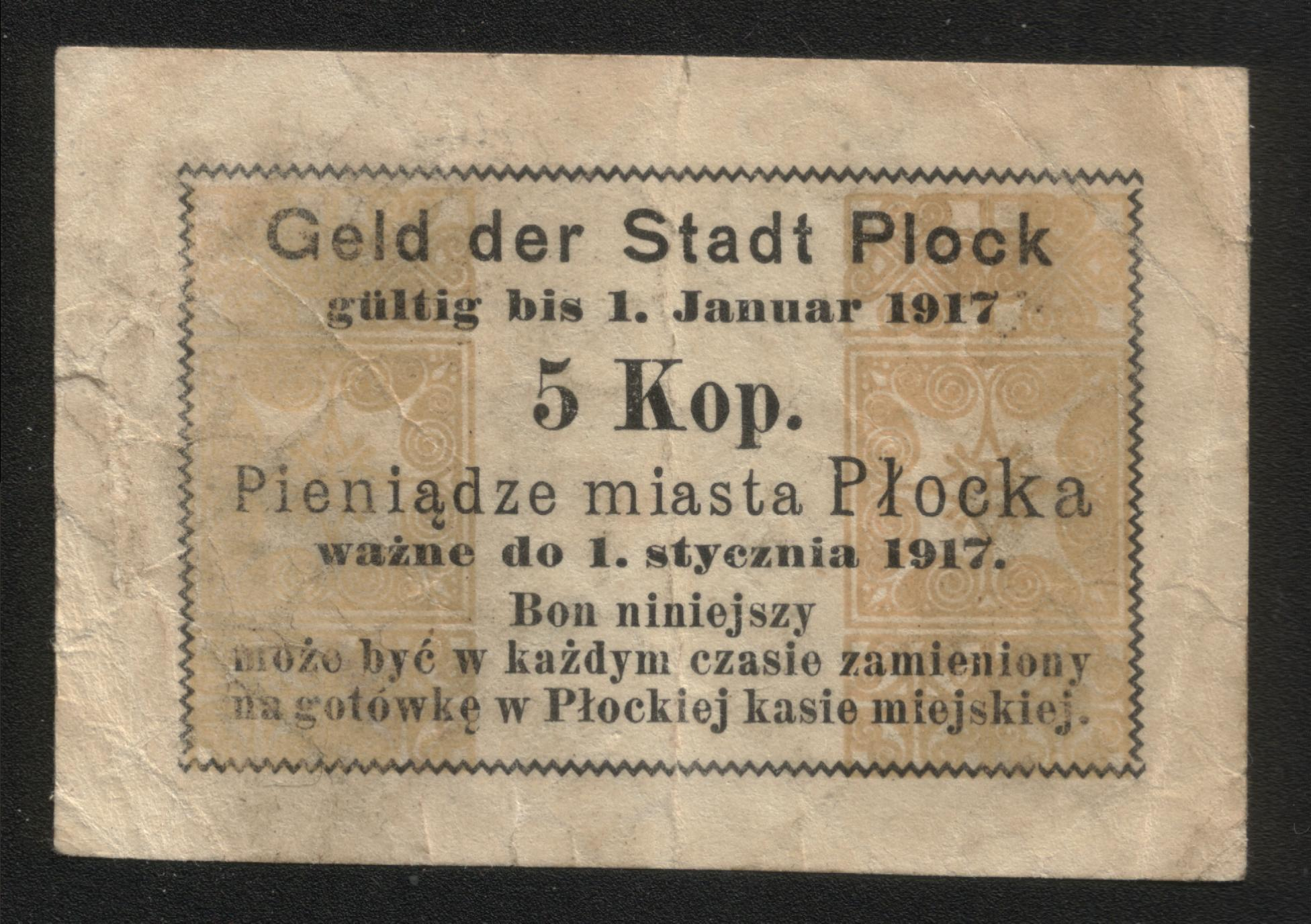
Notgeld 1917

## Wirtschaft
Płock ist ein Zentrum der polnischen Mineralölindustrie. Der Ölkonzern PKN Orlen hat seinen Sitz in Płock und betreibt im Ort auch die größte Raffinerie Polens.
Seit 1954 werden in Płock Mähdrescher gebaut, bis 2000 Mähdrescher der polnischen Marke Bizon. 1998 wurde das Werk von CNH Global (heute CNH Industrial) übernommen. Heute werden im Werk Mähdrescher der Marke New Holland gebaut. Weiter befindet sich dort eine große Schiffswerft für Binnenschiffe.

## Politik

### Stadtpräsident
An der Spitze der Stadtverwaltung steht ein Stadtpräsident, der von der Bevölkerung direkt gewählt wird. Seit 2010 ist dies Andrzej Jacek Nowakowski (PO).
Bei der Wahl 2024 trat Nowakowski erneut für das Wahlbündnis Koalicja Obywatelska an. Die Abstimmung brachte folgendes Ergebnis:
- Andrzej Jacek Nowakowski (Koalicja Obywatelska) 52,5 % der Stimmen
- Piotr Uźdicki (Prawo i Sprawiedliwość) 25,5 % der Stimmen
- Tomasz Kominek (Trzecia Droga) 9,9 % der Stimmen
- Wiesława Rybicka-Bogusz (Lewica) 6,4 % der Stimmen
- Marek Tucholski (Konfederacja und unabhängige lokale Verwaltungen) 5,7 % der Stimmen

Damit wurde Amtsinhaber Nowakowski erneut bereits im ersten Wahlgang als Stadtpräsident wiedergewählt.
Bei der Wahl 2018 trat Nowakowski für das Wahlbündnis Koalicja Obywatelska aus PO und Nowoczesna an. Die Abstimmung brachte folgendes Ergebnis:
- Andrzej Jacek Nowakowski (Koalicja Obywatelska) 60,7 % der Stimmen
- Wioletta Kulpa (Prawo i Sprawiedliwość) 29,2 % der Stimmen
- Tomasz Kominek (Polskie Stronnictwo Ludowe) 7,0 % der Stimmen
- Maciej Dąbrowski (Kukiz’15) 3,2 % der Stimmen

Damit wurde Nowakowski bereits im ersten Wahlgang als Stadtpräsident wiedergewählt.

### Stadtrat
Der Stadtrat besteht aus 25 Mitgliedern und wird direkt gewählt. Die Stadtratswahl 2024 führte zu folgendem Ergebnis:
- Koalicja Obywatelska (KO) 40,4 % der Stimmen, 12 Sitze
- Prawo i Sprawiedliwość (PiS) 29,6 % der Stimmen, 8 Sitze
- Trzecia Droga (TD) 18,6 % der Stimmen, 5 Sitze
- Lewica 6,1 % der Stimmen, kein Sitz
- Konfederacja und unabhängige lokale Verwaltungen 5,3 % der Stimmen, kein Sitz

Die Stadtratswahl 2018 führte zu folgendem Ergebnis:
- Koalicja Obywatelska (KO) 37,2 % der Stimmen, 10 Sitze
- Prawo i Sprawiedliwość (PiS) 32,4 % der Stimmen, 11 Sitze
- Polskie Stronnictwo Ludowe (PSL) 16,8 % der Stimmen, 4 Sitze
- Sojusz Lewicy Demokratycznej (SLD) / Lewica Razem (Razem) 8,2 % der Stimmen, kein Sitz
- Kukiz’15 5,3 % der Stimmen, kein Sitz

### Städtepartnerschaften
- Auxerre (Frankreich)
- Bălți (Moldau)
- Darmstadt (Deutschland), seit 1988, siehe auch Darmstadt-Haus
- Forlì (Italien)
- Fort Wayne (USA), seit Oktober 1990
- Loznica (Serbien)
- Mažeikiai (Litauen)
- Nawapolazk (Belarus)
- Sines (Portugal), seit 2023[11]

## Sport
Die Handballmannschaft des Vereins Wisła Płock spielt in der PGNiG Superliga Mężczyzn, der höchsten polnischen Männer-Handballliga. Mit sieben Meistertiteln und elf Pokalsiegen zählt sie zu den erfolgreichsten Handballmannschaften Polens. Heimspielstätte des Vereins ist die Orlen Arena, die bei der Handball-Weltmeisterschaft der Männer 2023 zu den vier polnischen Austragungsstätten zählte. Die Fußballmannschaft des Vereins spielt in der zweithöchsten polnischen Männer-Fußballliga 1. Liga.

## Sehenswürdigkeiten
Das Schloss der Herzöge von Masowien ist ein Werk der Backsteingotik. Am Weichselufer befindet sich die 1530 bis 1563 im Renaissancestil errichtete Kathedrale Mariä Himmelfahrt, welche Sitz des Bischofs von Płock ist. Sie wurde mehrfach umgestaltet und erweitert. Ebenfalls in der Altstadt befindet sich die spätbarocke Johannes-der-Täufer-Kirche in unmittelbarer Nähe des diözesanen Priesterseminars. Die Stiftskirche St. Bartholomäus ist ein im Kern gotischer Bau, der in den 1530er Jahren im Stil der Renaissance umgestaltet wurde. Des Weiteren findet sich in der Stadt der „Tempel der Barmherzigkeit und Liebe“, die Kathedrale der Mariaviten, einer christlichen Glaubensrichtung, die sich 1906 von der katholischen Kirche abspaltete.

## Museen
- Jüdisches Museum in der Kleinen Synagoge

## Söhne und Töchter der Stadt
- E. T. A. Hoffmann (1776–1822), deutscher Dichter der Romantik, hielt sich 1802 bis 1804 in Plock auf
- Theodor August Stein (1802–1876), deutscher Architekt
- Adolf Theodor Julius Ludwig (1808–1876), lutherischer Theologe und Geistlicher
- Jan Ignacy Kenig (1822–1880), polnisch-russischer Verkehrs- und Brücken-Bauingenieur
- Ludwik Krzywicki (1859–1941), polnischer Anthropologe, Soziologe und Ökonom
- Mark Lidzbarski (1868–1928), deutscher Semitist
- Salome Goldman (1870–1942), Pädagogin und Schulgründerin, NS-Opfer
- Zishe Landau (1889–1937), jiddischer Dichter der literarischen Moderne
- Władysław Broniewski (1897–1962), Dichter
- Herman Herschel Kruk (1897–1944), Bibliothekar
- Mira Zimińska (1901–1997), Schauspielerin, Sängerin und Theaterregisseurin
- John Mendelson (1917–1978), britischer Politiker polnischer Herkunft
- Tadeusz Mazowiecki (1927–2013), Ministerpräsident
- Andrzej Wojciech Suski (* 1941), emeritierter Bischof von Toruń
- Sławomir Maciejowski (1951–2023), Ruderer
- Grzegorz Stellak (1951–2023), Ruderer
- Ryszard Jedliński (1953–2023), Handballspieler und Handballtrainer
- Wojciech Jankowski (* 1963), Ruderer
- Ireneusz Czop (* 1968), Film- und Theaterschauspieler
- Mirosław Grabarczyk (* 1971), Schachspieler
- Bartłomiej Grzelak (* 1981), Fußballspieler
- Barbara Klicka (* 1981), Dichterin und Redakteurin
- Szymon Marciniak (* 1981), Fußballschiedsrichter
- Kamil Kuczyński (* 1985), Bahnradsportler
- Piotr Masłowski (* 1988), Handballspieler und -trainer
- Piotr Więcek (* 1990), Driftfahrer
- Kacper Adamski (* 1992), Handballspieler
- Paweł Halaba (* 1995), Volleyballspieler
- Marcin Bułka (* 1999), Fußballspieler
- Mikołaj Czapliński (* 2000), Handballspieler
- Aleksander Pawlak (* 2001), Fußballspieler